# Васил Коларов
Васи́л Петро́в Кола́ров (28 липня 1877, Шумен — 23 січня 1950, Софія) — болгарський політик-сталініст. Один із організаторів комуністичного перевороту, в результаті якого ліквідований конституційний монархічний устрій Болгарії. Очільник комуністичної хунти — так званого Тимчасового президентства республіки (15 вересня 1946 — 7 листопада 1947). Присвоїв функції глави держави — до ухвалення нової конституції комуністичної Болгарії (1947).
Керівник Болгарської комуністичної партії та Комінтерну, голова Ради міністрів у 1949—1950 роках. Також займав посаду голови Народних зборів у XXVI Звичайних (1945—1946) та у VI Великих Народних зборах (1946—1947).
У Болгарії насаджувався культ Коларова у сталінському дусі, так що місто Шумен певний час носило його ім'я.

## Біографія
Закінчив гімназію у Варні, був учителем у Нікополі, де й був завербований до лівацького руху БРСДП. Виїжджає на навчання до Франції, де здобуває юридичну освіту. Працює адвокатом у рідному Шумені. На початку 1910-тих мобілізований до болгарської царської армії, брав участь у Балканських війнах.
Після розгрому Болгарії 1919 року обраний секретарем ЦК БКП, очолив болгарську делегацію на II й III конгресах Комінтерну 1921 і 1922 років відповідно. 1922 року став генеральним секретарем Комінтерну (до 1924). Тікає з Болгарії до сталінської Росії, де займав різні наукові й політичні посади. Під час Другої світової війни МГБ СССР взяло його в активну агентурну розробку для переправки в Болгарію. Відразу після початку сталінської окупації — в Софії. Йому дали керувати просталінською болгарською делегацією на Паризькій мирній конференції 1946 року.
Після заколоту і ліквідації монархії в Болгарії очолив групу змовників — став головою Тимчасового президентства республіки (15 вересня 1946 — 7 листопада 1947) й присвоїв собі функції глави держави до ухвалення конституції 1947 року.
1948 року разом із Георгієм Димитровим був підписантом договору про дружбу та співробітництво з Угорською Народною Республікою.
Васил Коларов очолив уряд по смерті Георгія Димитрова.
Помер 1950 року. Спочатку був похований поблизу з мавзолеєм Георгія Димитрова, а після падіння комуністичного режиму (1990) його рештки переміщено на центральний цвинтар Софії.
На честь Коларова було назване, засноване 1922 року селище Коларівка у Вітовському районі Миколаївської області в Україні. Також 1923 року перейменовано село Спаське в Томській області.